# Plan B (film 2001)
Plan B è un film del 2001 diretto da Greg Yaitanes.

## Trama
Il boss mafioso Joe Maloni uccide il suo contabile Frank, che crede sia disonesto nei suoi confronti. L'uomo ucciso era in debito con Joe. Maloni dà alla vedova di Frank, Fran, il lavoro di suo marito per saldare i suoi debiti.
Sei mesi dopo, Maloni e Fran partecipano a una sparatoria in cui Fran spara agli aggressori, salvando la vita di Joe. Joe quindi incarica Fran di eseguire omicidi su contratto, cosa che lei non esegue per motivi di coscienza. Gli obiettivi vengono portati da Fran a casa di suo fratello in campagna. Vivono lì insieme, nascosti dalla mafia.
Dopo tre incarichi, Maloni scopre di essere stato ingannato da Fran. Manda uno dei suoi a vedere i corpi delle vittime. I tre uomini fingono di essere morti, ma l'uomo intelligente si rivela essere un agente dell'FBI sotto copertura che dovrebbe condannare Maloni. Rivela a Fran che lui, non lei, ha ucciso gli aggressori quando lei e Maloni erano intrappolate. L'agente e il suo collega dotano Fran di una tecnologia di intercettazione telefonica per registrare le dichiarazioni imprudenti dell'atteso Maloni.
Quando arriva Maloni e va in collera per l'inganno, scoppia una rissa. Maloni viene ucciso e gli agenti dell'FBI vengono sopraffatti e legati. Le tre vittime risparmiate e Fran partono insieme per costruirsi una nuova vita.

## Produzione
Le riprese sono cominciate il 9 luglio 2000 a New York.